# Шумилов, Евгений Фёдорович
Евге́ний Фёдорович Шуми́лов (род. 19 июня 1943, Ижевск) — российский региональный искусствовед, историк-краевед. Почётный гражданин города Ижевска (2001). Лауреат Государственной премии Удмуртской Республики (2019).

## Биография
Евгений Шумилов родился в Ижевске 19 июня 1943 года. В 1972 году окончил Уральский государственный университет, искусствовед. Во время учёбы работал старшим научным сотрудником в филиале Пермской художественной галереи в Чайковском. Стал одним из основателей и первым директором Удмуртского республиканского музея изобразительных искусств (1980—1981). Также один из создателей и сопредседатель Общества русской культуры Удмуртии (1991—1996) и сопредседатель «Движения за демократию» (1990—1992), от которого стал депутатом Верховного Совета Удмуртской АССР, затем Удмуртской Республики (1990—1995).
С 1985 года координировал в Устинове народное патриотическое движение, сыграв значительную роль в деле возвращения 19 июня 1987 года столице УАССР её исторического названия — Ижевск.
С 1976 года является членом президиума Удмуртского отделения Всероссийского общества охраны памятников истории и культуры, а с 2010 года также председателем его экспертного совета. С 1998 года член президиума Удмуртского отделения Российского общества историков-архивистов, а с 2014 года также возглавляет его Ижевскую организацию. Член Союза художников РФ (1977) и Союза архитекторов РФ (1988). Участник ряда выставок как художник-график и соавтор проектов реставрации архитектурных памятников, в том числе проекта воссоздания Михайловского собора в Ижевске.
В 1988 году начал преподавать в Удмуртском государственном университете. Периодически выступает на местных телевизионных каналах с просветительскими и публицистическими сюжетами. До июля 2009 года вёл программу «Ижевская старина» на местном отделении радио «Эхо Москвы».
Шумилов считает, что жителей Ижевска (ижевчан) исторически более правильно называть «ижевцами» или «ижаками».
В 2019 году за серию книг, посвященных истории ижевских оружейников был удостоен Государственной премии Удмуртской Республики.

## Научная деятельность
Е. Ф. Шумилов изучает историю и культуру Удмуртии в XVI—XX веков, уделяя особое внимание родному городу. Круг научных интересов: становление национальной государственности удмуртского народа, деятельность русских просветителей и миссионеров, история сёл и их храмов, этнография русских вятчан, своеобразие городов-заводов как цивилизационных центров, история отдельных предприятий и особенности развивающегося там «народного рабочего искусства» (в том числе гравировки), история Гражданской войны, проблемы градостроительства и сохранения объектов культурного наследия.
Результатом архивных поисков стало, в частности, выявление уникального института «царских» кафтанщиков на Ижевских заводах (605 имён). Фактически возрождены также имена А. Ф. Дерябина, С. Е. Дудина, З. О. Лятушевича, Н. Н. Блинова, П. В. Можарова и других деятелей.
Кандидатская диссертация «Творчество архитекторов Камских заводов в первой половине XIX в.» (1978. Всесоюзный институт искусствознания), докторская диссертация «Христианство в Удмуртии. Цивилизационные процессы XVI—XX вв.» (1996, Уральский государственный университет).